# Giacomo Berlato
Giacomo Berlato (Schio, 5 maggio 1992) è un ciclista su strada e mountain biker italiano.
Nel 2014, da under-23 ha vinto la Ruota d'Oro e il Trofeo Città di San Vendemiano; è stato poi professionista su strada dal 2015 al 2018. Dal 2019 gareggia nel mountain biking con il Team Bike Innovation-Focus-Rosti.

## Palmarès
- 2010 (Juniores)

2ª tappa Giro della Lunigiana
- 2013 (Zalf-Euromobil-Désirée-Fior, una vittoria)

1ª tappa Giro Ciclistico Pesche Nettarine di Romagna
- 2014 (Zalf-Euromobil-Désirée-Fior, tre vittorie)

Memorial Benfenati
Trofeo Città di San Vendemiano
Ruota d'Oro - Gran Premio Festa del Perdono

## Piazzamenti

### Grandi Giri
- Giro d'Italia

2015: 101º
2016: ritirato (14ª tappa)

### Classiche monumento
- Giro di Lombardia

2015: ritirato
2017: ritirato